# レッシング翻訳賞
レッシング翻訳賞（レッシングほんやくしょう）は、ドイツ大使館とドイツ文化センターが主催する日本の文学賞。ドイツ語から日本語への翻訳を増進する目的で設立された。受賞者には賞金50万円が与えられる。

## 受賞
- 第1回（1998年） 長谷川宏:  『精神現象学』 / G.W.F. ヘーゲル 著
- 第2回（1999年） 内田芳明: 『古代ユダヤ教』 / マックス・ヴェーバー 著
- 第3回（2000年） 岩淵達治: 『ブレヒト戯曲全集』 / ベルトルト・ブレヒト 著
- 第4回（2001年）石光泰夫、石光輝子: 『グラモフォン・フィルム・タイプライター』 /フリードリヒ・キットラー 著
- 第5回（2002年）西川賢一: 『わがユダヤ、ドイツ、ポーランド』 / マルセル・ライヒ=ラニツキ 著
- 第6回（2003年）鈴木仁子: 『アウステルリッツ』 / W.G. ゼーバルト 著
- 第7回（2004年）馬場靖雄,上村隆広,江口厚仁:  『社会の法』 / ニクラス・ルーマン 著
- 第8回（2005年）田村和彦: 『男たちの妄想』 / クラウス・テーヴェライト 著
- 第9回（2006年）平野卿子: 『キャプテン・ブルーベアの13と1/2の人生』 / ヴァルター・メアス 著
- 第10回（2007年）青木隆嘉: 『思索日記』 / ハンナ・アーレント 著
- 第11回（2008年） 長谷川博隆:  『ローマの歴史』/  テオドール・モムゼン 著
- 第12回（2009年） 村岡晋一、細見和之、小須田健:  『救済の星』 / フランツ・ローゼンツヴァイク 著